# النا دولگوپولووا
النا دولگوپولووا (روسی: Елена Владимировна Долгополова) (زاده ۲۳ ژانویه ۱۹۸۰ - ولژسکی) ژیمناست زن اهل کشور روسیه است.
از افتخارات وی میتوان به کسب مدال نقره تیمی بازی‌های المپیک تابستانی ۱۹۹۶ و مدال نقره تیمی مسابقات جهانی ژیمناستیک هنری ۱۹۹۷ اشاره کرد